# Adris De León
Adris Geraldo De León Jiménez (ur. 10 lipca 1984) – dominikański koszykarz, występujący na pozycji rozgrywającego, reprezentant kraju.
W wieku 9 lat przeniósł się wraz z rodziną do Nowego Jorku.
Podczas rozgrywek streetballowych lig Nowego Jorku (Dyckman League, West 4th League, EBC w Rucker Parku, Nike Pro City, Hoops In The Sun) nadano mu pseudonim – 2 Hard 2 Guard. W 2004 został mistrzem dywizji seniorów ligi Dyckmana oraz jej MVP. Dwa lata później został wybrany do pierwszego składu turnieju Hoops In The Sun. W 2010 otrzymał tytuł najlepszego zawodnika rozgrywek letnich – Nike NYC Player of the Year.
W jednym ze spotkań konferencji Big Sky NCAA zanotował 42 punkty, zdobywając tytuł zawodnika tygodnia konferencji. Więcej punktów w historii uczelni zdobyli tylko, późniejszy zawodnik NBA – Rodney Stuckey (45 – 5.01.2006) oraz David Peed (44 – 1988).
11 sierpnia 2016 ustanowił rekord ligi dominikańskiej, notując 54 punkty, podczas konfrontacji z Huracanes del Atlántico. W tym samym spotkaniu wyrównał też inny rekord ligi (należący do Courtneya Nelsona – 3.11.2011), trafiając 11 razy za 3 punkty.
24 stycznia 2019 został zawodnikiem MKS Dąbrowy Górniczej. 2 grudnia dołączył do PGE Spójni Stargard.

## Osiągnięcia
Stan na 12 lipca 2020, na podstawie, o ile nie zaznaczono inaczej.
College
- Zawodnik tygodnia konferencji Big Sky NCAA

Drużynowe
- Mistrz:
  - Dominikany (2014, 2017)
  - ligi Santiago (2017, 2018)[10]
- Uczestnik rozgrywek Ligi Amerykańskiej FIBA (2016)

Indywidualne
- Najlepszy rezerwowy australijskiej ligi NBL (2013)
- MVP:
  - mistrzostw Santiago (2018)[10]
  - miesiąca NBL (listopad 2011, marzec 2013)
  - kolejki ligi NBL (8 – 2011/2012, 5, 19, 21, 22 – 2012/2013)
- Zaliczony do III składu NBL (2012)
- Uczestnik meczu gwiazd australijskiej ligi NBL (22.12.2012)

Reprezentacja
- Brązowy medalista Centrobasketu (2014, 2016)
- Uczestnik:
  - mistrzostw Ameryki (2017 – 7. miejsce)
  - igrzysk panamerykańskich (2019 – 4. miejsce)[11]
  - amerykańskich kwalifikacji do mistrzostw świata (2017)